# Trees Outside the Academy
Trees Outside the Academy è il secondo album in studio da solista del musicista statunitense Thurston Moore (chitarrista dei Sonic Youth), pubblicato nel 2007.

## Tracce
1. Frozen Gtr. – 4:07
2. The Shape Is in a Trance – 4:41
3. Honest James – 3:52
4. Silver>Blue – 5:52
5. Fri/End – 3:33
6. American Coffin – 3:58
7. Wonderful Witches + Language Meanies – 2:26
8. Off Work – 4:14
9. Never Day – 4:03
10. Free Noise Among Friends – 0:36
11. Trees Outside the Academy – 6:07
12. Thurston@13 – 2:38

## Formazione
- Thurston Moore - chitarre, basso, voce, piano
- Steve Shelley - batteria
- Samara Lubelski - violino
- J Mascis - chitarra
- Gown - chitarra
- John Moloney - batteria
- Christina Carter - voce
- Leslie Keffer - rumore